# Shane Lowry (Fußballspieler)
Shane Lowry (* 12. Juni 1989 in Canberra) ist ein irisch-australischer Fußballspieler auf der Position eines Innenverteidigers.

## Karriere

### Verein
Lowry wurde 1989 als Sohn irischer Eltern im australischen Canberra geboren und spielte bis 2005 in der Jugendabteilung des ortsansässigen Klubs ECU Joondalup. Im Februar 2005 wechselte er gemeinsam mit Chris Herd in die Jugendakademie des englischen Klubs Aston Villa. Zu seinen ersten Pflichtspielen für Aston Villa kam Lowry in der Play-off-Runde der UEFA Europa League 2009/10, als er beim überraschenden Scheitern am österreichischen Klub SK Rapid Wien in beiden Partien in der Endphase für Curtis Davies eingewechselt wurde. Mitte September 2009 wurde er für drei Monate an den englischen Zweitligisten Plymouth Argyle verliehen. Es folgten Leihen zu Leeds United und Sheffield United. Im Januar 2012 wechselte Lowry zum Zweitligisten FC Millwall, an den er bereits zuvor ausgeliehen war. In Millwall konnte er sich als Stammspieler etablieren, in der Saison 2012/13 absolvierte er 39 von 46 möglichen Ligaspielen.
In der Folgesaison verpasste Lowry wegen mehreren Sperren und einer Verletzung einige Spiele und wechselte 2014 für ein Jahr zum Drittligisten Leyton Orient. Nach einem weiteren Wechsel zu Birmingham City kehrte Lowry Anfang 2016 nach Australien zurück und unterschrieb bei Perth Glory. Dort blieb er bis 2019 und wurde ebenfalls Stammspieler, ehe er 2019 nach Katar zu Al-Ahli SC wechselte. Seit 2021 spielt Lowry in  Malaysia beim Johor Darul Ta’zim FC. Mit dem Verein wurde er 2021, 2022 und 2023 malaysischer Meister. Am 24. August 2024 stand er mit Johor im Finale des Ligapokals. Hier besiegte man den Selangor FC mit 6:1.

### Nationalmannschaft
Lowry spielte 2006 für die irische U-17-Nationalmannschaft. In der Elite-Runde der EM-Qualifikationsphase verpasste er mit seinem Team, durch eine Niederlage im letzten Spiel gegen Serbien und Montenegro, die Finalteilnahme. In Folge kam er auch für irische Auswahlteams der Altersstufen U-19, U-21 und U-23 zum Einsatz.
Im September 2009 entschied sich Lowry nach Gesprächen mit australischen Verbandsfunktionären, international künftig für Australien zu spielen und wurde vom australischen Nationaltrainer Pim Verbeek bereits Anfang Oktober erstmals in die australische Nationalmannschaft zu den Länderspielen gegen die Niederlande und den Oman eingeladen. Er kam in den beiden Partien allerdings nicht zum Einsatz.

## Erfolge
Johor Darul Ta’zim FC
- Malaysischer Meister: 2021, 2022, 2023
- Piala Sumbangsih: 2022
- Malaysischer-FA-Cup-Sieger: 2022, 2024
- Malaysischer Pokalsieger: 2023